# レオポルト・カール・ミュラー
レオポルト・カール・ミュラー（Leopold Carl Mueller、1834年12月9日 - 1892年8月4日）はオーストリアの画家である。オーストリアの「オリエンタリズム」美術を代表する画家で、「エジプト・ミュラー」(Ägypten-Müller) や「オリエント・ミュラー」(Orient-Müller)の異名がある。

## 略歴
ドレスデンでウィーン出身の版画家の息子に生まれた。ウィーン美術アカデミーで、カール・フォン・ブラースやクリスティアン・ルーベンに学んだ。父親が没したため、ウィーンで創刊された風刺雑誌「Figaro」の挿絵画家として1862年から5年間働いた。1861年にハンガリーを旅したのを始まりに、イタリアをしばしば訪れ、ヴェネツィアに滞在した時には友人の画家、アウグスト・フォン・ペッテンコーフェンと共同でスタジオを構えた。パリに滞在した時、文筆家で「オリエンタリズム」の画家のウジェーヌ・フロマンタンの作品を知り、中東の風俗に興味を持った。
1873年からしばしばエジプトに旅し、エジプトの風俗や風景を描くようになった。1875年から1876年の冬の間、カール・ルドルフ・フーバー、フランツ・フォン・レンバッハ、ハンス・マカルトとカイロの総督が提供したスタジオに滞在した。カイロを訪れていた後のイギリス国王エドワード7世と知り合うことになり、ミューラーの作品はイギリスで知られるようになった。、ドイツのエジプト学者、小説家のゲオルク・エーバースの小説の挿絵も描いた。代表作は「エジプトの市場」である。
妹のマリー・ミュラー(Marie Müller:1847-1935)とベルタ・ミュラー（Berta Müller:1848–1925)は肖像画家として知られる。もう一人の妹、ヨゼフィーネ・ミュラー(Josefine Müller)は肖像画家のエドゥアルト・スヴォボダ(Eduard Swoboda:1814-1902)と結婚した。
1878年から、ウィーン美術アカデミーの教授になった。彼の学生の一人に甥のルドルフ・スヴォボダ(Rudolf Swoboda）がいる。1890年から1891年の間、アカデミーの校長を務めた。作品はベルヴェデーレ宮殿オーストリア・ギャラリー(Österreichische Galerie Belvedere)などに収蔵されている。

## 作品

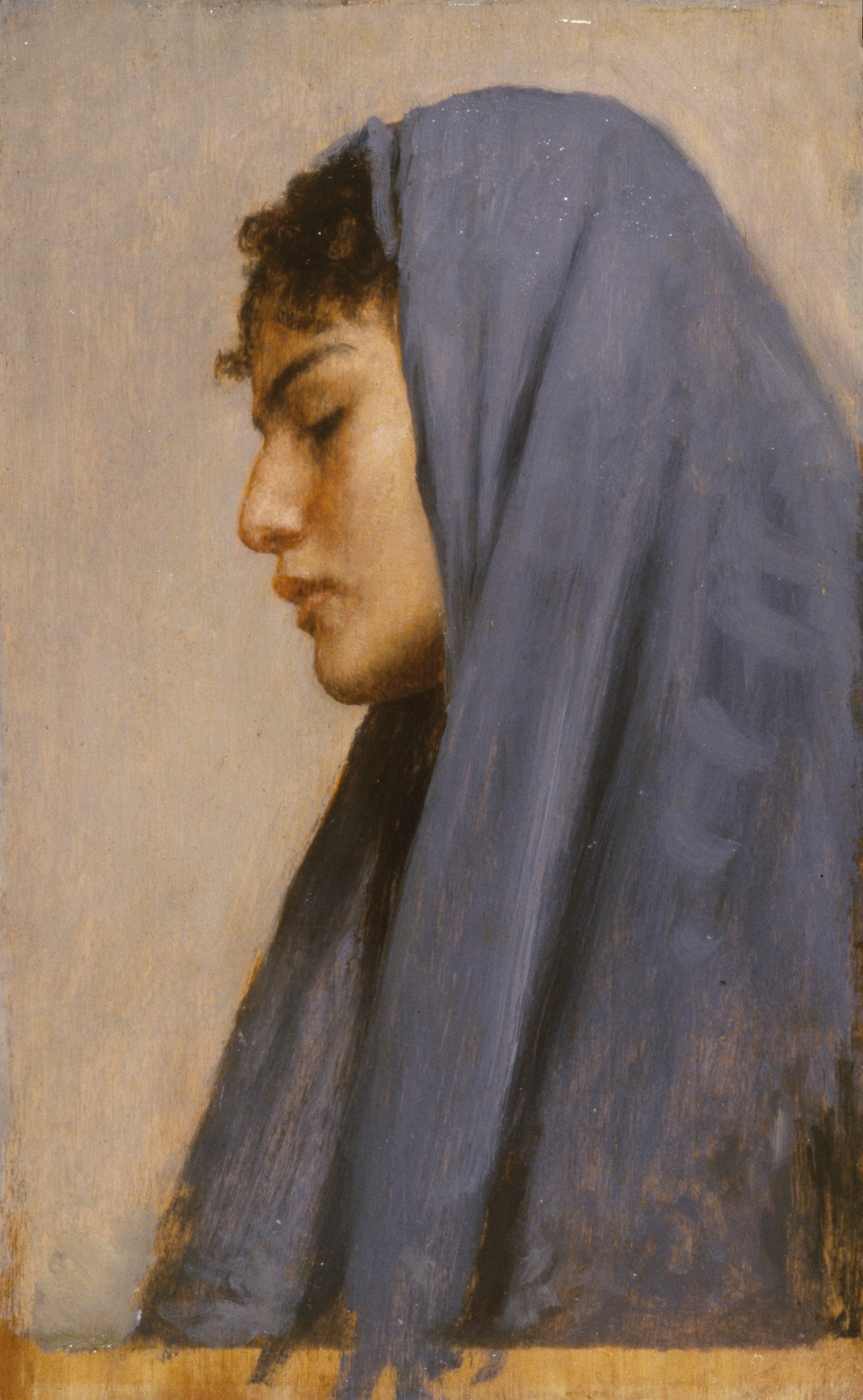
「婦人像」
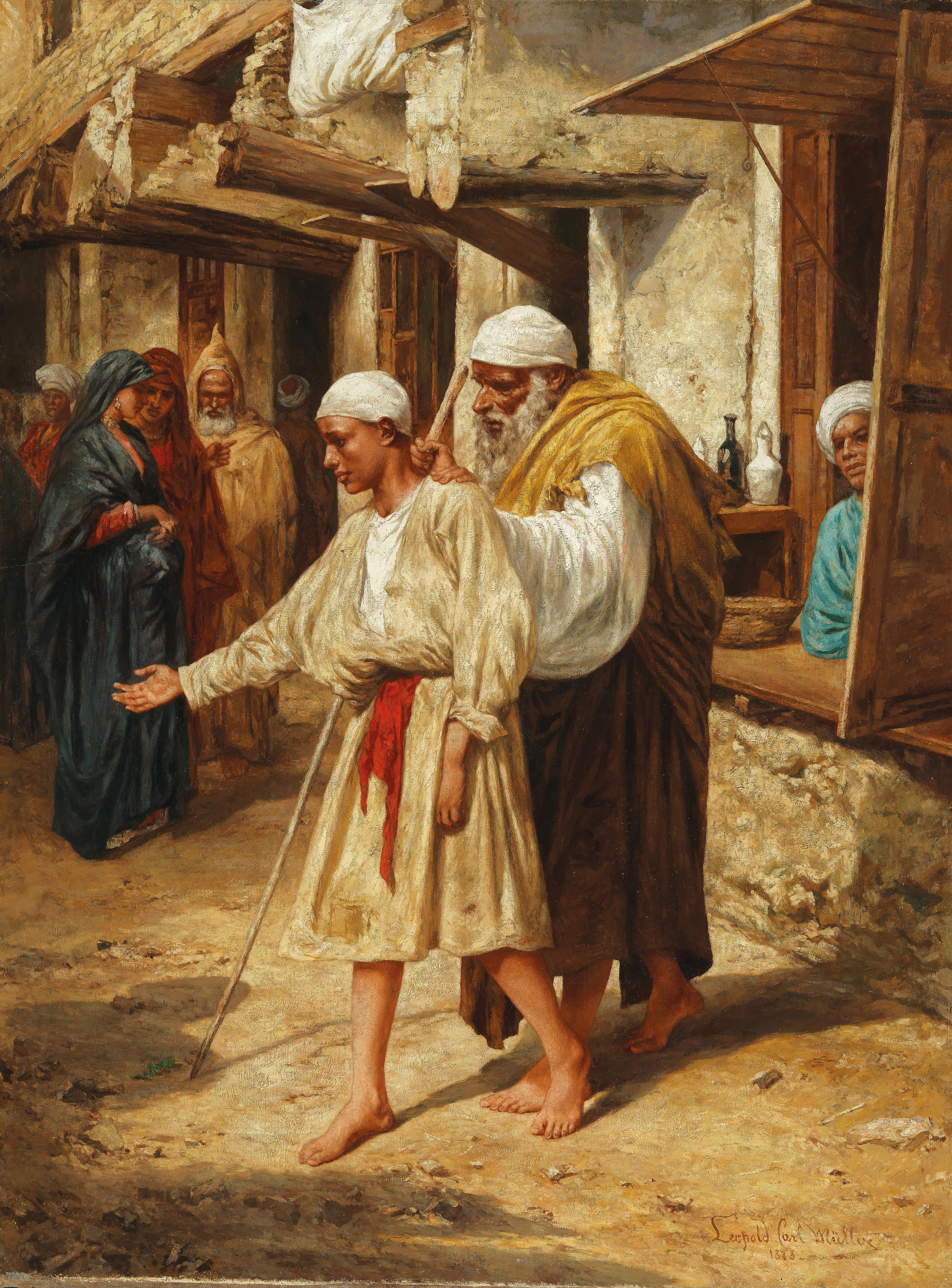
「盲目の乞食」
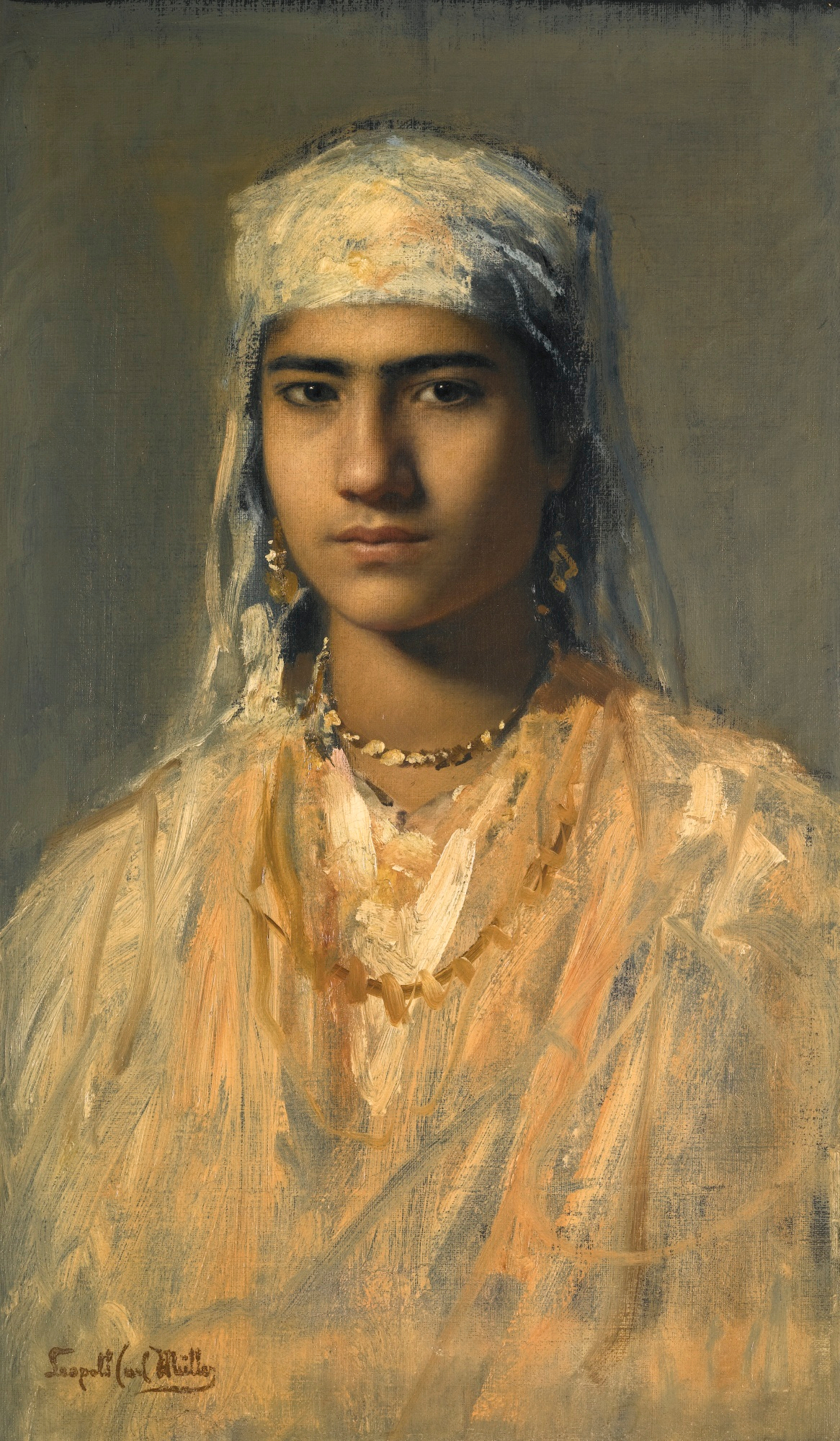
「エジプトの娘」
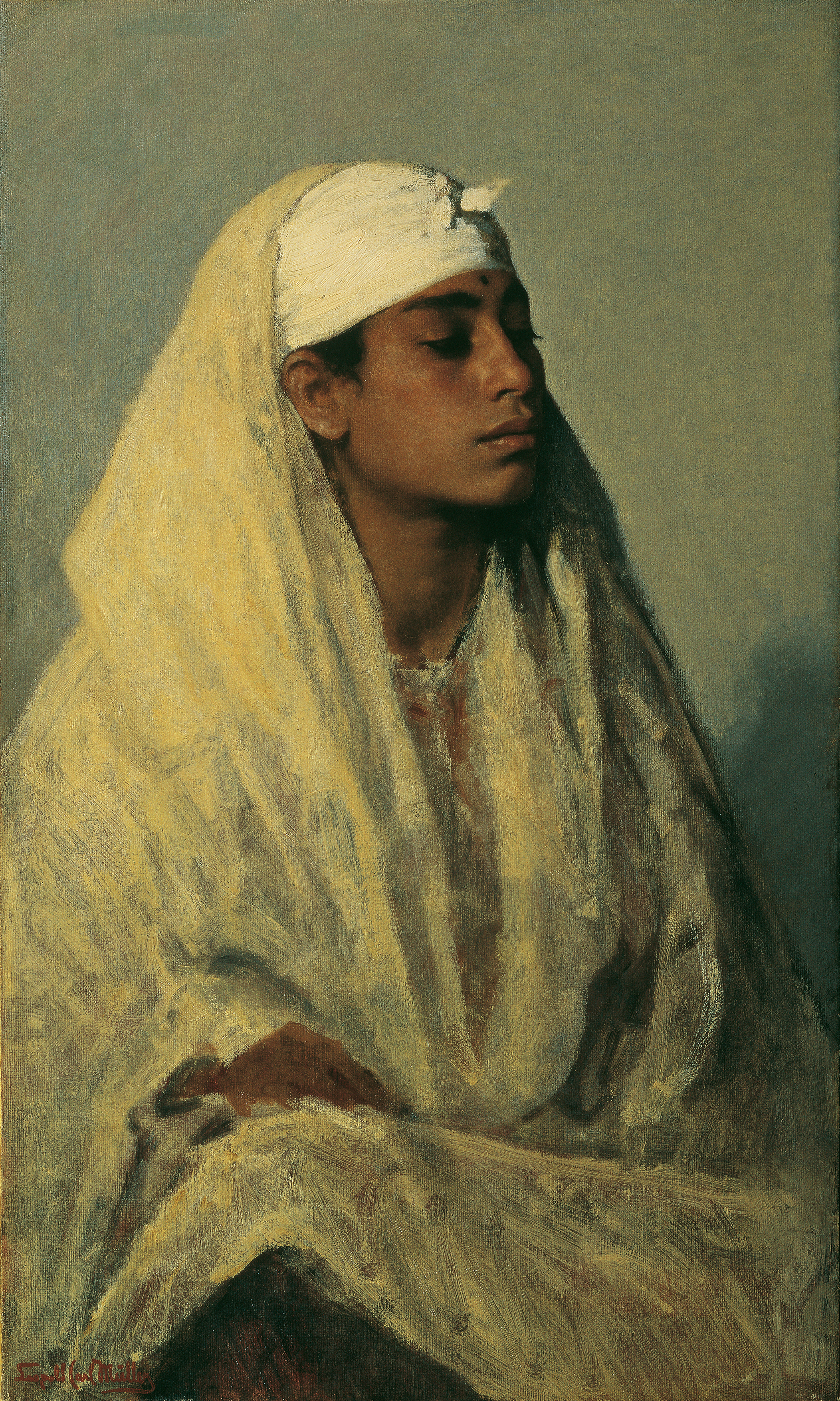
「現代のスフィンクス」

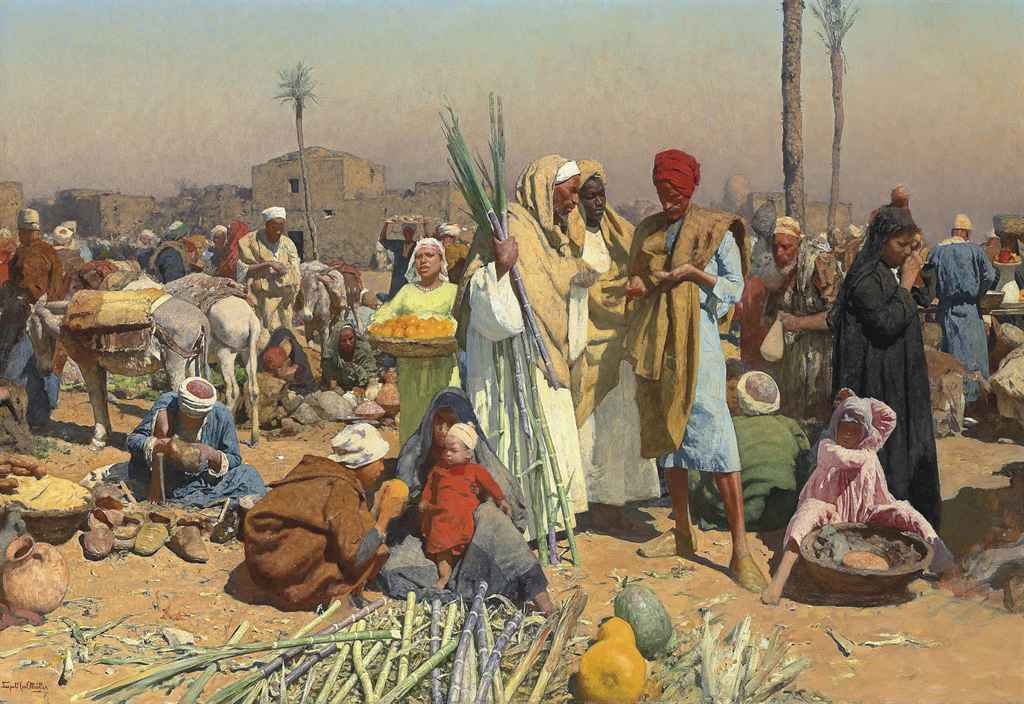
「エジプトの市場」
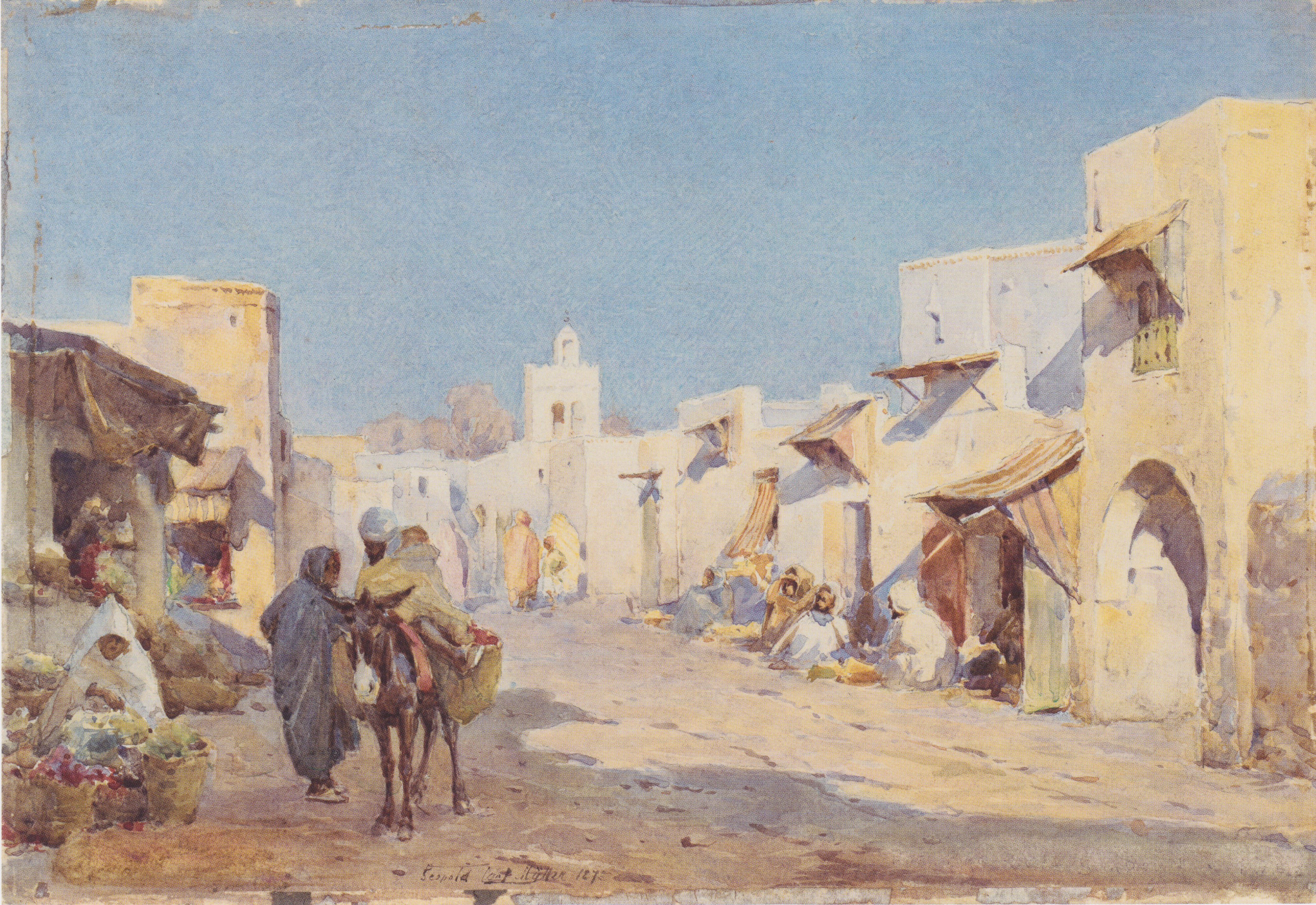
ベドウィンの村
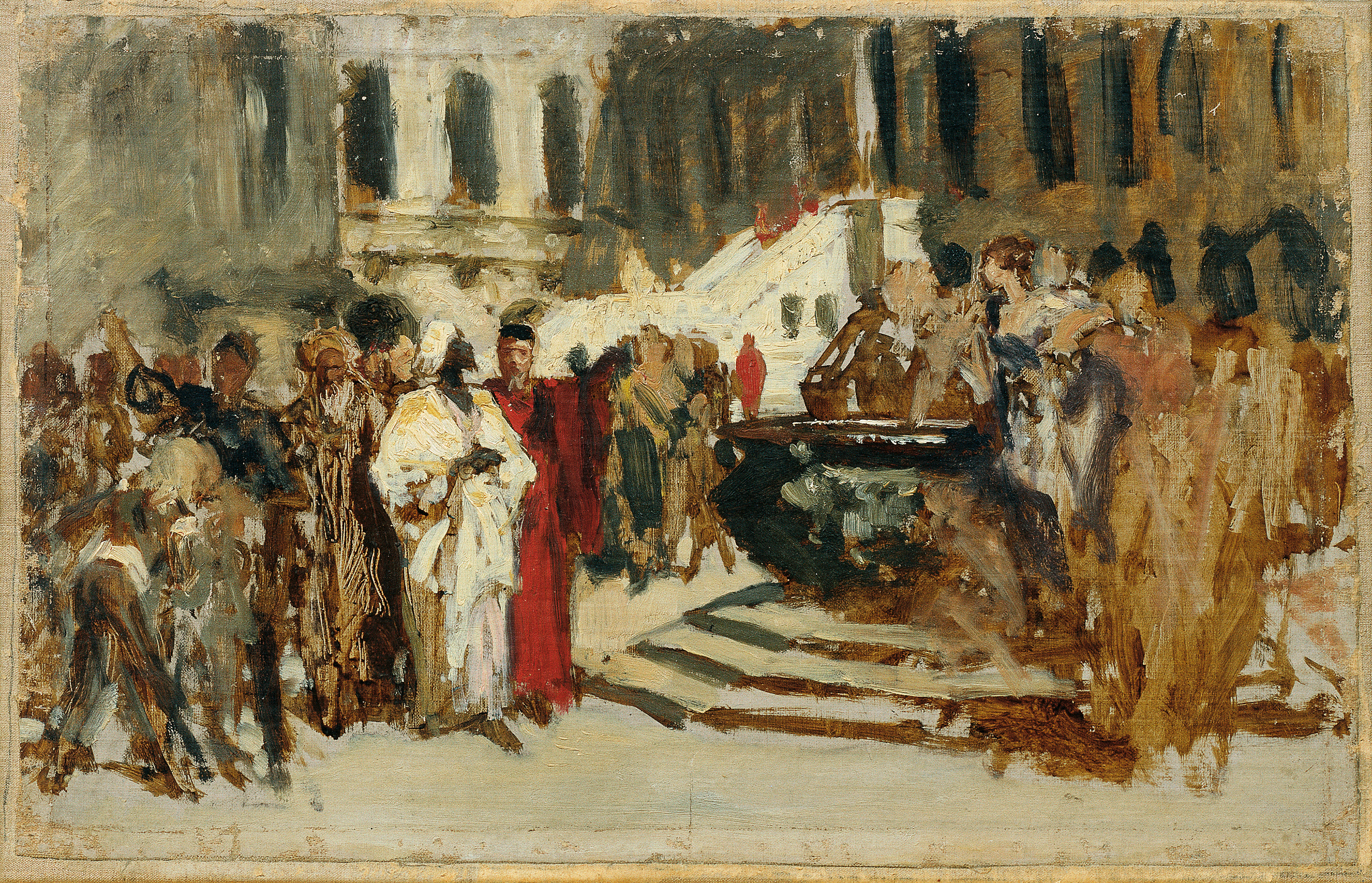
ヴェネツィアのアラブ商人